# Libellula melli
Libellula melli är en trollsländeart som beskrevs av Schmidt 1948. Libellula melli ingår i släktet Libellula och familjen segeltrollsländor. Inga underarter finns listade i Catalogue of Life.